# Conwy Road Bridge
Conwy Road Bridge je ocelový obloukový most ve velšském městě Conwy.
Most byl dokončen v roce 1958 a stal se novým mostem silnice A55 přes řeku Conwy, čímž nahradil vedlejší řetězový most Conwy Suspension Bridge. Mostem A55 byl až do dokončení silničního tunelu Conwy Tunnel v roce 1991. Dnes slouží jako most cesty A547.